# Família grão-ducal luxemburguesa
A família grão-ducal constitui a Casa de Luxemburgo-Nassau, chefiada pelo grão-duque soberano, e na qual o trono do grão-ducado é hereditário. É constituída por herdeiros e descendentes da Casa de Nassau-Weilburg, cujos territórios soberanos passaram cognaticamente da Casa de Nassau para a Casa de Bourbon-Parma, ela própria um ramo da casa real espanhola que é agnaticamente um ramo cadete da Casa de Capeto que se originou na França, ela própria uma dinastia derivada dos Robertianos e dos Karlings e a casa fundadora da dinastia Capetiana.

## História
Em 1443 o último membro senhor da Casa de Luxemburgo, Isabel do Luxemburgo, vendeu o Ducado de Luxemburgo para Filipe III de Borgonha, um príncipe da Casa de Valois. Em 1477, o ducado passou por casamento para a neta de Filipe, Maria, Duquesa da Borgonha, através de seu casamento com Maximiliano I do Sacro Império Romano-Germânico da Casa de Habsburgo. Luxemburgo foi um dos feudos da antiga Borgonha da Holanda quando o neto de Maximiliano e Maria, Carlos V do Sacro Império Romano-Germânico, combinou de integrar na união com as Dezessete Províncias, emitindo a Sessão Pragmática de 1549. A Holanda do Sul permaneceu parte do Império Habsburgo, primeiro organizada pelo ramo espanhol e depois pela linhagem austríaca, até 1749, quando revolucionários franceses substituíram o domínio dos Habsburgos pela hegemonia francesa até a queda de Napoleão.
Territórios luxemburgueses, incluindo castelos ancestrais, foram tomados e ocupados por forças francesas nos primeiros estágios da queda de Napoleão. Alguns eventualmente foram cedidos para Guilherme IV, Príncipe de Nassau que foi declarado Príncipe Soberano pela Holanda em 1813, sendo primo de Frederico Guilherme III da Prússia que anexou outros territórios mantidos por diversos príncipes de vários ramos da Casa de Nassau. As Grandes Potências determinaram no Congresso de Viena em 1815 em reconstituir e elevar o Luxemburgo para Grão-ducado, como hereditário de toda linha masculina da Casa de Nassau, começando pelo Príncipe de Orange, que foi simultaneamente, mas separadamente reconhecido como Rei da Holanda.
Assim Guilherme I dos Países Baixos subiu ao trono grão-ducal como o primeiro Grão-Duque do Luxemburgo. Quando a linha masculina da Casa de Orange-Nassau tornou-se extinta em 1890, a coroa da Holanda foi para sua descendente, Guilhermina dos Países Baixos, mas a coroa do Luxemburgo continuou na linha masculina, recaindo na cabeça do único ramo sobrevivente da Casa de Nassau, Adolfo, Grão-Duque de Luxemburgo. Seu filho, Guilherme IV, Grão-Duque de Luxemburgo que reinou entre 1905 e 1912 não deixou filhos e foi sucedido por suas filhas, Maria Adelaide, Grã-Duquesa de Luxemburgo e depois por Carlota, Grã-Duquesa de Luxemburgo. Seus descendentes (por seu casamento com Félix de Bourbon-Parma) compreendem a Casa Grã-Ducal no Século XXI.

## Membros
- SAR o grão-duque Henrique
SAR a grã-duquesa Maria Teresa (esposa de Henrique)
  - SAR o grão-duque herdeiro Guilherme
SAR a grã-duquesa herdeira Estefânia
    - SAR o príncipe Carlos
    - SAR o príncipe  Francisco

  - SAR o príncipe Félix
SAR a princesa Claire
    - SAR a princesa Amália
    - SAR o príncipe Liam
    - SAR o príncipe Baltazar

  - SAR o príncipe Luís
    - SAR o príncipe Gabriel
    - SAR o príncipe Noé

  - SAR a princesa Alexandra
Nicolas Bagory
  - SAR o príncipe Sebastião
- SAR a arquiduquesa Maria Astrid da Áustria (irmã de Henrique)
- SAR o príncipe João (irmão de Henrique)
Condessa Diane
  - SAR a princesa Maria Gabriela, Sra. Willms
  - SAR o príncipe Constantino
SAR a princesa Catarina
    - SAR o príncipe Félix
    - SAR a princesa Cósima

  - SAR o príncipe Venceslau
  - SAR o príncipe Carlos João
SAR a princesa Ivana
    - SAR o príncipe Xander
- SAR a princesa Margarida de Liechtenstein (irmã de Henrique)
- SAR o príncipe Guilherme
SAR a princesa Sibila
  - SAR o príncipe Paulo Luís
  - SAR o príncipe Leopoldo
  - SAR a princesa Carlota
  - SAR o príncipe João

SAR a princesa Maria Gabriela, Condessa Viúva de Hosltein-Ledreborg (tia de Henrique)

SAR a princesa Joan (viúva do príncipe Carlos, tio de Henrique)
- SAR a princesa Carlota, Sra. Cunningham
- SAR o príncipe Roberto
SAR a princesa Júlia
  - SAR a princesa Carlota
  - SAR o príncipe Alexandre
  - SAR o príncipe Frederico

### Membros colaterais
- Antônio Willms (marido da princesa Maria Gabriela, sobrinha de Henrique)
  - Zeno Willms
  - Caetano Willms
- Marcos Vítor Cunningham (marido da princesa Carlota, prima de Henrique)
  - Carlos Cunningham
  - Luís Cunningham
  - Donald Felipe Cunningham

## Família grão-ducal desde 1890
- SAR o grão-duque Adolfo (1817-1905)
  - SAR o grão-duque Guilherme IV (1852-1912)
    - SAR a grã-duquesa Maria Adelaide (1894-1924)
    - SAR a grã-duquesa Carlota (1896-1985)
      - SAR o grão duque João (1921-2019)
        - SAI&R a arquiduquesa Maria Astrid da Áustria (1954-)
        - SAR o grão-duque Henrique (1955-)
          - SAR o grão-duque herdeiro Guilherme (1981-)
          - SAR o príncipe Félix (1984-)
            - SAR a princesa Amália* (2014-)
            - SAR o príncipe Liam* (2016-)

          - SAR o príncipe Luís (1986-)
            - SAR o príncipe Gabriel* (2006-)
            - SAR o príncipe Noé* (2007-)

          - SAR a princesa Alexandra (1991-)
          - SAR o príncipe Sebastião (1992-)

        - SAR o príncipe João (1957-)
          - SAR a princesa Maria Gabriela, Sra. Willms* (1986-)
          - SAR o príncipe Constantino* (1986-)
            - SAR o príncipe Félix* (2018-)
            - SAR a princesa Cósima* (2022-)

          - SAR o príncipe Venceslau* (1990-)
          - SAR o príncipe Carlos João* (1992-)
            - SAR o príncipe Xander* (2021-)

        - SAR a princesa Margarida de Liechtenstein (1957-)
        - SAR o príncipe Guilherme (1963-)
          - SAR o príncipe Paulo Louis* (1998-)
          - SAR o príncipe Leopoldo* (2000-)
          - SAR a princesa Carlota* (2000-)
          - SAR o príncipe João* (2004-)

      - SAR a princesa Isabel, Duquesa de Hohenberg (1922-2011)
      - SAR a princesa Maria Adelaide, Condessa Henckel de Donnersmarck (1924-2007)
      - SAR a princesa Maria Gabriela, Condessa Viúva de Holstein-Ledreborg (1925-)
      - SAR o príncipe Carlos (1927-1977)
        - SAR a princesa Carlota, Sra. Cunningham (1967)
        - SAR o príncipe Roberto (1968-)
          - SAR a princesa Carlota* (1995-)
          - SAR o príncipe Alexandre* (1997-)
          - SAR o príncipe Frederico* (2002-)

      - SAR a princesa Alice, Princesa de Ligne (1929-2019)

    - SAR a princesa Hilda, Princesa de Schwarzenberg (1897-1979)
    - SAR a princesa herdeira Antonieta da Baviera (1899-1954)
    - SAR a princesa Isabel de Thurn und Taxis (1901-1950)
    - SAR a princesa Sofia da Saxônia (1902-1941)

  - SAR a grã-duquesa Hilda de Baden (1864-1952)

- (*) apenas Príncipe/Princesa de Nassau

## Membros falecidos recentemente
- Carlos, 7.º Conde de Holstein-Ledreborg (marido da princesa Maria Gabriela e tio do grão-duque, morto em 2001)
- SA o príncipe Antônio, 13.º Príncipe de Ligne (marido da princesa Alice e tio do grão-duque, morto em 2005);
- SAR a grã-duquesa Josefina Carlota (mãe do grão-duque, morta em 2005);
- SAR a princesa Maria Adelaide, Condessa Henckel de Donnersmarck (tia do grão-duque, morta em 2007);
- Conde Carlos Henckel de Donnersmarck (viúvo da princesa Maria Adelaide e tio do grão-duque, morto em 2008)
- SAR a princesa Isabel, Duquesa Viúva de Hohenberg (tia do grão-duque, morta em 2011).
- SAR a princesa Alice, Princesa Viúva de Ligne (tia do grão-duque, morta em 2019)
- SAR o grão-duque João (pai de Henrique, morto em 2019)